# Zaleski (Ohio)
Zaleski es una villa ubicada en el condado de Vinton en el estado estadounidense de Ohio. En el Censo de 2010 tenía una población de 278 habitantes y una densidad poblacional de 240,13 personas por km².

## Geografía
Zaleski se encuentra ubicada en las coordenadas 39°16′53″N 82°23′41″O / 39.28139, -82.39472. Según la Oficina del Censo de los Estados Unidos, Zaleski tiene una superficie total de 1.16 km², de la cual 1.14 km² corresponden a tierra firme y (1.57%) 0.02 km² es agua.

## Demografía
Según el censo de 2010, había 278 personas residiendo en Zaleski. La densidad de población era de 240,13 hab./km². De los 278 habitantes, Zaleski estaba compuesto por el 98.2% blancos, el 0% eran afroamericanos, el 0% eran amerindios, el 0% eran asiáticos, el 0% eran isleños del Pacífico, el 0.36% eran de otras razas y el 1.44% pertenecían a dos o más razas. Del total de la población el 0% eran hispanos o latinos de cualquier raza.